# Фонокардіографія
Фонокардіографія  (від грецького phone — звук, kardía — серце, grapho — пишу) —  діагностичний метод графічної реєстрації серцевих тонів і шумів. На сьогоднішній день фонокардіографія втратила своє практичне значення у зв'язу із розвитком точнішого методу діагностики — ехокардіографії.
Фонокардіографія проводилася спеціальним приладом — фонокардіографом, який складався з мікрофону, підсилювача електричних коливань, системи частотних фільтрів і реєструючого пристрою (датчик). Мікрофон прикладали до різних точок грудної клітки над ділянкою серця. ФКГ записують за допомогою електрокардіографа.Для цього прилад приєднують до електрокардіографа : до гнізда І приладу встановлюють дріт від правої руки, до ІІ гнізда - від лівої, і ІІІ гніздо для заземлення. Після посилення і фільтрації електричні коливання поступали на різні канали реєстрації, що дозволяло вибірково фіксувати низькі, середні і високі частоти. Запис фонокардограми проводився в звукоізольованому приміщенні при затримці дихання на видиху (при необхідності — на висоті вдиху) в положенні лежачи, після відпочинку досліджуваного протягом 5 хв. Роздруковані результати на папері називали фонокардіограмою.
Принцип методу:
Робота серця супроводжується звуковими явищами, які називаються тонами серця. Є 2 основні тони, які відповідають серцевому циклу : І - систолічний, який збігається з систолою шлуночків та ІІ тон - діастолічний, котрий утворюється під час діастоли шлуночків. Складовими компоненту І тону є звуки, які виникають внаслідок таких явищ:
а)закриття і коливань передсердно-шлуночкових клапанів;
б) напруги сухожильних ниток;
в) напруги м'язів шлуночків;
г) напруги і коливань стінок великих судин на початку вигнання до них крові.
ІІ тон обумовлений закриттям і напругою півмісяцевих клапанів аорти та легеневої артерії.

## Застосування
Дослідження дає змогу об'єктивно оцінити інтенсивність, тривалість тонів та шумів серця, їх характер і походження, записати нечутні під час аускультації 3-ій та 4-ий серцеві тони. 
Певні зміни фонокардіограми (послаблення, посилення або розщеплення 1-го і 2-го тонів, поява патологічних 3-го і 4-го тонів, систолічні та діастолічні шуми) допомагали розпізнавати вади серця і деякі ін. захворювання.
ФКГ доповнює метод аускультації - вислуховування тонів серця. Вона дозволяє об'єктивно оцінити тривалість тонів та шумів серця, які виникають в умовах патології. Вивчення тонів та шумів серця має велике клінічне значення , бо дає можливість оцінити стан клапанів серця, з'ясувати умови проходження крові з однієї камери серця до другої ї до великих судин.
Синхронний запис фонокардіограми (ФКГ), електрокардіограми і сфігмограми  центрального пульсу – полікардіографія – дозволяє визначити тривалість фаз сердечного циклу, тобто отримати непрямі дані про скоротливу здатність міокарду.